# Бай (Финистер)
Бай (фр. Baye) — муниципалитет во Франции, в регионе Бретань, департамент Финистер. Население — 1239 человек (2019).
Муниципалитет расположен в 460 км к западу от Парижа, 150 км к западу от Ренна, 40 км юго-восточнее Кемпера.

## Экономика
В 2007 году среди 705 человек в трудоспособном возрасте (15-64 лет) 529 были активные, 176 — неактивные (показатель активности 75,0 %, в 1999 году был 71,6 %). Из 529 активных работало 500 человек (279 мужчин и 221 женщина), безработных было 29 (20 мужчин и 9 женщин). Среди 176 неактивных 53 человека были учениками или студентами, 63 — пенсионерами, 60 были неактивными по другим причинам.
В 2008 году в муниципалитете числилось 446 налогооблагаемых домохозяйств в которых проживали 1129,5 лица, медиана доходов выносила 19 664 евро на одного потребителя.